# 三國吾郎
三國 吾郎（みくに ごろう、1970年4月20日 - ）は、日本の商業デザイナー・ソーシャルワーカー。合資会社みくに事務所代表。（旧ミクニ商業デザイン事務所）

## 来歴
群馬県立藤岡高等学校卒業、長崎大学商科短期大学部商経学科経済学専攻（3年制）卒業、大阪芸術大学短期大学部広報学科卒業、社会福祉士国家試験の受験資格を得るために東京福祉大学社会福祉学部社会福祉学科に3年次編入し卒業、高崎経済大学大学院地域政策研究科修了（細井研究室）。
商業デザインは地域の特産品のパッケージデザイン制作を主なフィールドとしている。また、販売促進のためにPOP広告を制作し、売り場作りも手掛けている。
パッケージデザインと店舗内装飾、POP広告の海外視察のため、ロサンゼルスへ赴いている。百貨店やスーパーマーケットを巡り、また、街並みにあるサイン広告も視察している。それらに刺激を受け、帰国後は自身のデザイン制作業務に影響を及ぼしている。
ソーシャルワーカーとしては、病院のMSW（medical social worker）を経て、後見人活動を行っている。また、家庭裁判所調停委員を努めている。以前は、後見人活動の傍ら専門学校高崎福祉医療カレッジで非常勤講師を行っていた。
海外の福祉政策に興味を持ち、タイやベトナムなどの発展途上国を訪れている。特にベトナムを訪れた時は、ベトナム戦争で枯葉剤の影響により奇形や四肢に障害がある方々が実際に壁掛け作成をしている障害者施設（作業場）に行っている。ベトナムには古くからシルク産業が根付いていることから、そのシルクを縫い合わせて表現した壁掛けは、見事なアートを創り出し、特にアオザイ（伝統衣装）や風景などのモチーフを細かく刺繍したものが多い。また、その作品を施設内で販売し、おみやげとして外国人にとても喜ばれている現状を見ている。
群馬県産機支援機構登録専門家（デザイン部門）、群馬県産業デザイン振興協議会登録デザイナー、高崎調停協会会員、群馬少年友の会理事、日本社会福祉学会会員。社会福祉士、精神保健福祉士、ストレスチェック実施者。地域政策学修士、社会福祉学修士（群馬医療福祉大学大学院）
群馬県が選定する「グッドデザインぐんま」に平成17・18・19年度と3年連続の受賞。

## 人物
中学、高校時代は野球部に所属。ポジションは主にレフト。高校時代は腰を痛め、2年弱で野球部を退いている。高校時代の監督は蒲谷良充で、後に立教大学の野球部で助監督になっている。高崎市立佐野中学校時代のチームメイトに後にプロ野球選手となり、日本ハムファイターズで投手として活躍した高橋憲幸がいた。
大阪芸術大学短期大学部時代の友人に、映画やドラマ、舞台等で活躍している俳優の尾崎右宗がいる。
趣味は温泉地巡りで北は岩手県から南は長崎県まで温泉地を巡り体感している。趣味が高じて、群馬県知事認定の群馬県上級温泉アドバイザーの資格を取得している。
。
叔父に建築構造家の梅沢良三がいる。